# Der Tod und das Mädchen (poema)
Der Tod und das Mädchen é um poema escrito pelo poeta alemão Matthias Claudius (1740 - 1815), publicado na antologia em alemão:  Göttinger Musenalmanach: Poetische Blumenlese auf das Jahr, em 1775. É inspirado no motivo artístico A Morte e a Donzela.
O compositor austríaco Franz Schubert adaptou o poema para seu lied homônimo e, posteriormente, serviu de tema para seu Quarteto de Cordas nº 14.

## Letra
No confronto direto com a Morte, referido como homem de ossos, a donzela se sente apavorada. A Morte, entretanto, se apresenta como amigo da menina tentando tirar o seu medo.

Hans Baldung Grien, Der Tod und das Mädchen, 1517

| Original em Alemão | Tradução para o Português |
| --- | --- |
| Das Mädchen: Vorüber! Ach, vorüber! Geh, wilder Knochenmann! Ich bin noch jung! Geh, lieber, Und rühre mich nicht an. Der Tod: Gib deine Hand, du schön und zart Gebild! Bin Freund, und komme nicht, zu strafen. Sei gutes Muts! ich bin nicht wild, Sollst sanft in meinen Armen schlafen! | A Donzela: Vá embora! Ah, vá embora! Vá, feroz homem de ossos! Eu ainda sou jovem! Vá, de preferência, E não me toque. A Morte: Dê-me sua mão, bela e delicada forma! Sou amigo, e não venho para punir. Tenha bom ânimo! Eu não sou feroz, Tranquilamente você dormirá em meus braços! |